# Dead Moon Circus
Dead Moon Circus (デッドムーンサーカス Deddo Mūn Sākasu?), conocido como Circo Dead Moon y llamado "Circo de la Luna Muerta" en algunas versiones, es un grupo de villanos de la serie Sailor Moon, que aparecen en la cuarta temporada, conocida como SuperS en el anime y Dream en el manga, así como en la secuela cinematográfica de Sailor Moon Crystal, Pretty Guardian Sailor Moon Eternal.
Este grupo está liderado por la bruja "Zirconia" en nombre de una malvada reina llamada Nehelenia, quien se encuentra atrapada dentro de un gran espejo mágico. Zirconia se encarga de transmitir las órdenes de ésta al Trío y al Cuarteto de amazonas, quienes son los principales secuaces del Circo.

## Historia
Un día un eclipse solar permite salir parcialmente de su prisión a la reina Nehelenia, quien como castigo a su maldad había sido encerrada en un gran espejo largo tiempo atrás por la Reina Serenity, en los tiempos del antiguo Milenio de Plata. Una vez libre, Neherenia dirige sus ambiciones hacia la Tierra y envía a sus seguidores allí a preparar todo para conquistarla.
Entre sus seguidores se encuentran la bruja Zirconia, el Trío y el Cuarteto Amazonas. Ellos fingen ser parte de un circo común y corriente, el "Circo Dead Moon", y llegan a Tokio para dar espectáculos circenses mientras ponen en marcha en secreto los malvados planes de Nehelenia. Para apoderarse de la Tierra, ellos invaden secretamente el mundo de Elysion ("Ilusión"), un lugar oculto dentro del planeta y que está íntimamente conectado con éste, destruyéndolo y cubriéndolo con pesadillas. También hacen prisionero al guardián de Ilusión, Helios.
En todas las versiones de la metaserie, el ataque de Nehelenia contra Ilusión resulta en una maldición lanzada sobre la Tierra entera, y sobre el guardián del planeta, Mamoru Chiba, en cuyo cuerpo se manifiesta como una extraña enfermedad pulmonar. Esto fuerza a la protagonista de la serie y novia de Mamoru, Usagi Tsukino, a enfrentarse a Nehelenia como la heroína "Sailor Moon", para salvar a la Tierra, a Ilusión junto con Helios y la vida de Mamoru.

## Personajes
La parte de la metaserie en la que aparecieron los personajes de Dead Moon fue una de las que sufrió más cambios en su pasaje del manga original al anime de los años 1990. Esto se debe a que en ambas versiones, estos personajes hayan sufrido notables diferencias. 

### Líderes

#### Reina Nehelenia
La Reina Nehelenia (女王ネヘレニア Joō Neherenia?) es la suprema dirigente del Circo Dead Moon, del que forman parte el Trío y el Cuarteto de Amazonas. Para apoderarse del planeta Tierra, ella invade la tierra de Ilusión o Elysion (エリシオン Eryushion?), un mundo que se encuentra secretamente oculto dentro del interior del planeta y que está íntimamente conectado con este. También hace prisionero al guardián de Ilusión, Helios.
En todas las versiones de la metaserie, el ataque de Nehelenia contra Ilusión resulta en una maldición que acaba afectando a la Tierra, y por tanto también al guardián del planeta, Mamoru Chiba, cuyo cuerpo se ve afectado por una extraña enfermedad pulmonar. Esto fuerza a la protagonista de la serie y novia de Mamoru, Usagi Tsukino, a enfrentarse a Nehelenia, como la heroína "Sailor Moon", para salvar a la Tierra y a Ilusión junto con la vida de Mamoru.

#### Zirconia
Zirconia (ジルコニア Jirukonia?) aparece como una anciana con la piel de color lavanda que está siempre acompañada por una especie de ojo con alas llamado "Zircon". Ella es quien controla al Trío y al Cuarteto Amazonas; subordinada únicamente a la reina Nehelenia, se comunica con ella a través del espejo, para luego transmitir sus órdenes al resto. Su nombre se deriva del mineral dióxido de zirconio, que a menudo se llama también con el nombre de Zirconia. Ella aparece por primera vez en el episodio 128 del anime y el acto 34 del manga.

##### Manga y Sailor Moon Eternal
En el manga, Zirconia se refiere a sí misma como "el Guía", quien da sus instrucciones al Cuarteto. Estas cuatro y sus sirvientes, el Trío de Amazonas, son los únicos capaces de llevar los planes a cabo durante las horas del día, ya que la misma Zirconia no puede soportar la luz solar.
Una vez que los tres miembros del Trío Amazonas son derrotados, las Sailor Senshi del Sistema Solar son atraídas a una trampa tendida por el Cuarteto Amazonas, en el interior de la tienda del Circo Death Moon. Es cuando Zirconia aparece y, presentándose como el Guía que sirve a Nehelenia, lanza un maleficio sobre Sailor Moon y Tuxedo Mask. Este maleficio causa que ambos empiecen a volverse cada vez más jóvenes, convirtiéndose finalmente en unos niños muy pequeños e indefensos, pero Helios interviene para romper el hechizo. Cuando Sailor Saturn y Sailor Chibi Moon logran quebrar la influencia de Zirconia sobre el Cuarteto, Zirconia las captura y encierra dentro de dos grandes trozos rotos de espejo, para encarcelar luego también al Cuarteto dentro de sus cuatro bolas de magia. Después le envía las bolas mágicas y los trozos a su malvada reina, a través del espejo mágico de Nehelenia. 
Una vez que Sailor Moon y los demás se enfrentan a ella, Zirconia se eleva hacia el cielo, crece en tamaño y lanza dos potentes rayos de energía que atraviesan en el pecho a Usagi y a Mamoru. Con esto hace creer a las otras guerreras que ellos dos han muerto, incluso haciéndoles ver una ilusión de sus cuerpos en descomposición. Pero las otras Senshi son capaces de liberarse del hechizo gracias a Tuxedo Mask y utilizan su técnica de Sailor Planet Attack para contratacar a Zirconia. Ésta escapa hacia dentro del espejo de Nehelenia, pero cuando Sailor Moon la sigue, sólo encuentra a la mismísima reina de la Luna Muerta en el interior. Sailor Moon acaba liberando a Chibi Moon y a Saturn de su prisión. Mientras tanto, las demás Sailor Senshi que han quedado fuera unen fuerzas para romper el espejo, lo que causa que el cuerpo de Nehelenia se rompa en pedazos y que estas tres guerreras sean traídas de regreso al mundo exterior. Tras la aparente derrota de Nehelenia en el mundo del espejo, Zirconia vuelve a aparecer afirmando que la reina no ha muerto todavía, y que la Luna Muerta triunfará aún antes de desaparecer.
Posteriormente durante la batalla final en Elysion, se revela que Zirconia es la verdadera apariencia y forma debilitada tomada por Nehelenia al salir de su espejo debido al sello puesto en ella por la Reina Serenity. Revelando que ambas mujeres son la misma, Nehelenia afirma que será la Reina del Sistema Solar antes de ser sellada nuevamente en su espejo y posteriormente ser destruida por Eternal Sailor Moon y Tuxedo Mask, como la Neo Reina Serenity y el Rey Endimion.

##### Anime de los años 1990
Zirconia es aquí quien otorga forma humana al Trío Amazonas, y los envía a buscar a Helios (que se ha disfrazado de Pegaso) en el interior de los sueños hermosos de la gente de Tokio. Su rol en el circo es similar al cumplido por anteriores personajes en otras malévolas organizaciones de la obra, como el rol de la reina Beryl en el Reino Oscuro, el de Rubeus en el clan de la Luna Negra y el papel del Profesor Tomoe en el seno de los Death Busters: de entre todos los miembros (en este caso, de Dead Moon), ella es quien recibe las instrucciones del jefe supremo de los villanos, las cuales luego entrega a los grupos que le están subordinados, y es a ella a quien estos grupos inicialmente deben responder por sus fracasos. 
Siente muy poco interés personal por el Trío, a quienes informa primero de la falsedad de su apariencia humana y luego los trata de matar cuando empieza a dudar de su lealtad. Después tiene bajo su mando al Cuarteto de Amazonas, que no siempre la obedecen sin cuestionamientos. En su primera aparición al descubierto, Ves-Ves trata de luchar con Zirconia y casi la vence.
Al final de muchos intentos frustrados de obtener el Cristal Dorado, cuando Zirconia cae en desgracia, Nehelenia le ofrece una última oportunidad de utilizar al Cuarteto para vencer a las Sailor Senshi. Zirconia por tanto encarcela a las cuatro y roba su energía para volverse más fuerte e imposible de derrotar. Aun así, las Senshi se dan cuenta de que si liberan al Cuarteto de las bolas mágicas en que están prisioneras, Zirconia perderá todo su poder. Zirconia trata de escapar al interior del espejo de Nehelenia, pero se desvanece por completo cuando ésta por fin logra salir de él.

### Sirvientes

#### Cuarteto de Amazonas
El Cuarteto de Amazonas o Cuarteto Amazonas (アマゾネス カルテット Amazonesu Karutetto?) o Sailor Quartet (セーラー・カルテット Sērā Karutetto?) es un grupo de cuatro personajes de la serie Sailor Moon. Como el "Cuarteto de Amazonas", se llaman "CereCere", PallaPalla", "JunJun" y "VesVes" . Como el Sailor Quartetto, en cambio, se llaman Sailor Ceres, Sailor Palas, Sailor Juno y Sailor Vesta, respectivamente. En el anime de los años 90 aparecen en Sailor Moon Super S (4ª temporada) y en el manga aparecen en el tomo 12. 
Se trata de cuatro jóvenes niñas que aparentan alrededor de la misma edad que Chibiusa, pero que (inicialmente) dan espectáculos en el circo Dead Moon, mientras cumplen en secreto las órdenes de Zirconia y de Nehelenia. En la versión del manga, aparecen colaborando con otros tres miembros de Dead Moon, el Trío de amazonas, desde el principio. En Sailor Moon SuperS, en cambio, ellas solo se presentan después de que el Trío ha abandonado su bando. Hacia el final, el cuarteto de amazonas se rebela tras descubrir que Zirconia y Nehelenia las han estado manipulando.  Sólo en la versión del manga, las cuatro asumen una nueva identidad como el Sailor Quartetto, con lo cual adoptan individualmente los nombres de cuatro asteroides. Los nombres de tales asteroides derivan de cuatro diosas de la mitología griega: Vesta, Ceres, Juno y "Palas" Atenea.

#### Trío de Amazonas
El Trío de Amazonas (アマゾントリオ Amazon Torio?, llamado "Trío Amazón" en España o "Trío Amazonas" en Hispanoamérica) es un grupo de tres personajes de la serie de anime y manga Sailor Moon. Sus nombres son Ojo de Tigre, Ojo de Halcón (Ojo de Águila en América Latina) y Ojo de Pez. Se trata de tres miembros subalternos del grupo Dead Moon, quienes se enfrentan a Sailor Moon y los suyos mientras tratan de cumplir las tareas encomendadas por los superiores del circo. Originalmente, los tres eran un grupo de animales comunes y corrientes a quienes les fue otorgada una forma humana por medio de la magia. En el anime de los años 90 aparecen en el episodio 128 de Sailor Moon Super S (4ª temporada) y en el manga aparecen en el tomo 12. 
En la versión del manga, los componentes del Trío de amazonas fueron en su origen tres animales a los que les fue otorgada apariencia humana por el Cuarteto de amazonas, seguidoras de la reina Nehelenia, por lo tanto son sirvientes de estas. Además, el Cuarteto de amazonas cuenta con otros dos sirvientes, Xenotime y Zeolite (que sólo aparecieron en el manga). Mientras el Trío está bajo el mando del Cuarteto, el Cuarteto de Amazonas sigue las instrucciones de la bruja Zirconia, quien actúa en nombre de Nehelenia. La misión de estos tres consiste en ayudar al Cuarteto a cumplir con las órdenes de Zirconia, que son atacar a las justicieras conocidas como Sailor Senshi, y arrebatar el Cristal de Plata de Sailor Moon para que puedan dárselo a Nehelenia. 
En el anime de los años 1990, en cambio, se revela que los miembros del Trío fueron introducidos en cuerpos humanos por la bruja Zirconia, y están directamente bajo las órdenes de ella. Ellos no dan signos de conocer previamente al Cuarteto de Amazonas, y el cuarteto no aparece hasta mucho más tarde. La misión que Zircona encomienda al Trío en esta versión es encontrar a "Pegaso", quien tiene el poder de esconderse en los sueños y ha ido a esconderse dentro del sueño de una de las personas de la Tierra. Si logran encontrar a "Pegaso" y capturarlo, Nehelenia podrá arrebatarle el Cristal Dorado y acabar con los sueños y las ilusiones de todas las personas del mundo. Por fin logran descubrir que la persona en cuyo sueño él se oculta es Chibiusa, pero el Trío de amazonas acaba revelándose contra su ama Zirconia, quien envía al Cuarteto a eliminarlos. Finalmente son rescatados por el mismo Pegaso, quien los pone a salvo llevándolos a su propio mundo, la tierra secreta de Ilusión.

#### Xenotime y Zeolite
Xenotime (ゼノタイム Zenotaimu?) y Zeolite (ゼオライト Zeoraito?) son un par de gemelos que sólo aparecen en el manga. Después del fracaso del Trío, ofrecen voluntariamente sus servicios como nuevos sirvientes del Cuarteto Amazonas. 
Xenotime, disfrazado como un cazador de talentos, invita a Minako Aino a una audición que resulta ser en realidad una trampa tendida por el Circo de la Luna Muerta. La audición consiste en una selección de casting para la cual los participantes deben realizar una prueba de supervivencia en una jungla. Los participantes, influenciados por la magia negra de la gente de la Luna Muerta, se vuelven agresivos y caen presa de los Lémures, criaturas de pesadilla que devoran la capacidad de soñar de las personas. Sin embargo Sailor Mercury, Mars y Jupiter intervienen antes de que le suceda lo mismo a Minako. Xenotime y Zeolite atacan a las cuatro lanzando cuchillos y Lémures. Entonces Minako obtiene el Cristal de Venus, su Cristal Sailor, de Artemis y alcanza su forma "Súper", destruyendo a los gemelos con su ataque Beso de Amor y Belleza de Venus.

#### Zircon
Zircon (ジルコン Jirukon?) es una extraña criatura que siempre acompaña a la bruja Zirconia. Tiene la apariencia de un globo ocular alado y en llamas. En algunas versiones puede ser utilizado como un arma, con la cual lanzar ataques de energía. 
En la serie de anime de los años 1990 sus funciones son más variadas. En un principio, simplemente flota alrededor de sí mismo, pero más tarde puede volar hacia cualquier lugar, y Zirconia lo utiliza para obtener imágenes de personas que serán las futuras víctimas del Trío o el Cuarteto Amazonas. También se utiliza como un arma, lanzando poderosos ataques de energía, o para espiar a sus subordinados. Cuando Zircon es golpeado, las imágenes que ha reunido, pero que no se han presentado aún, se distorsionan. 
También puede ser utilizado como un arma con la cual extraer el sueño de un ser humano; similar, en ese sentido, a las piedras del Cuarteto Amazonas.

#### Lémures
Los Lemures ("Rémones" en España y "Sombras" en Latinoamérica) son entidades utilizadas como peones por miembros del Dead Moon Circus. En el manga, son entes similares a esferas oscuras con ojos, encargados de dar pesadillas a sus víctimas, los cuales obedecen a Zirconia y al Cuarteto de Amazonas. En esta versión, los miembros del Trío de Amazonas también son considerados como "sombras" al servicio del Cuarteto.
En el anime de los años 1990, en cambio, todos los lémures tienen una formas humanoide, y son invocados primero por los miembros del Trío, y luego por las niñas del Cuarteto de Amazonas, para apoyarles en sus combates contra Sailor Moon, Chibi Moon, Tuxedo Mask y las Sailor Senshi del Sistema Solar Interno (puesto que las Sailor Senshi del Sistema Solar Externo se hallan ausentes en esta adaptación de la cuarta temporada). Para esto, las criaturas invocadas por los villanos son literalmente conjuradas de sus propias sombras. Casi todos los lémures tienen aquí formas femeninas, excepto aquellos conjurados por Ojo de Pez y JunJun (que tienen formas masculinas), así como el Payaso Pierrot, creado por PallaPalla con la misión de eliminar al Trío de Amazonas. En Sailor Moon Sailor Stars, Nehelenia conjura sombras en forma de réplicas de cristal con apariencia similar a ella misma. Al final de la saga de Nehelenia en Stars, se revela que las sombras surgieron cuando ésta se corrompió por su espejo y se obsesionó con su belleza. Al sentirse sola y sin amor, extrajo y devoró los espejos de los sueños de todos sus súbditos, dejando sólo a las sombras como el último rastro de sus súbditos sin sus espejos. Cuando Sailor Moon le brinda una segunda oportunidad a Nehelenia y le devuelve a su infancia, todos sus súbditos reviven y no parecen recordar nada de cuando estaban en sus formas Lémures.